# والتر دانيلز
والتر دانيلز (بالإنجليزية: Walter Daniels) هو موسيقي أمريكي، ولد في 1963 في شيكاغو في الولايات المتحدة.

## وصلات خارجية
- والتر دانيلز على موقع ميوزك برينز (الإنجليزية)
- والتر دانيلز على موقع أول ميوزيك (الإنجليزية)
- والتر دانيلز على موقع ديسكوغز (الإنجليزية)